# Dictam
Dictam (Dictamnus) és un gènere de plantes de la família rutàcia (Rutaceae).
Són herbes amb diverses tiges, aromàtiques de fins a 70-80 cm d'altura, floreixen a final de primavera amb flors rosades i fruits en càpsula.

## Taxonomia
Només hi ha dues espècies dins d'aquest gènere les dues presents als Països Catalans:
- Dictamnus albus, lletimó Només a Catalunya i centre i sud d'Europa
- Dictamnus hispanicus, gitam Sud de Catalunya i País Valencià, només es troba al llevant de la península Ibèrica.